# Нгбака ма’бо
Нгба́ка ма’бо (также мбака, м’бака, мбакка, бвака, гбвака, нгбака, ма’бо, мабо; англ. ngbaka ma’bo, mbaka, m’baka, bwaka, gbwaka, ngbaka, ma’bo, mabo) — адамава-убангийский народ, населяющий северо-восточные районы Республики Конго, юго-западные районы Центральноафриканской Республики (ЦАР) и северо-западные районы Демократической Республики Конго (ДРК). Ранее народ нгбака ма’бо (мбакка) рассматривался как одна из этнических групп в составе народа гбайя. Общая численность оценивается в 313 тысяч человек.

## Ареал и численность

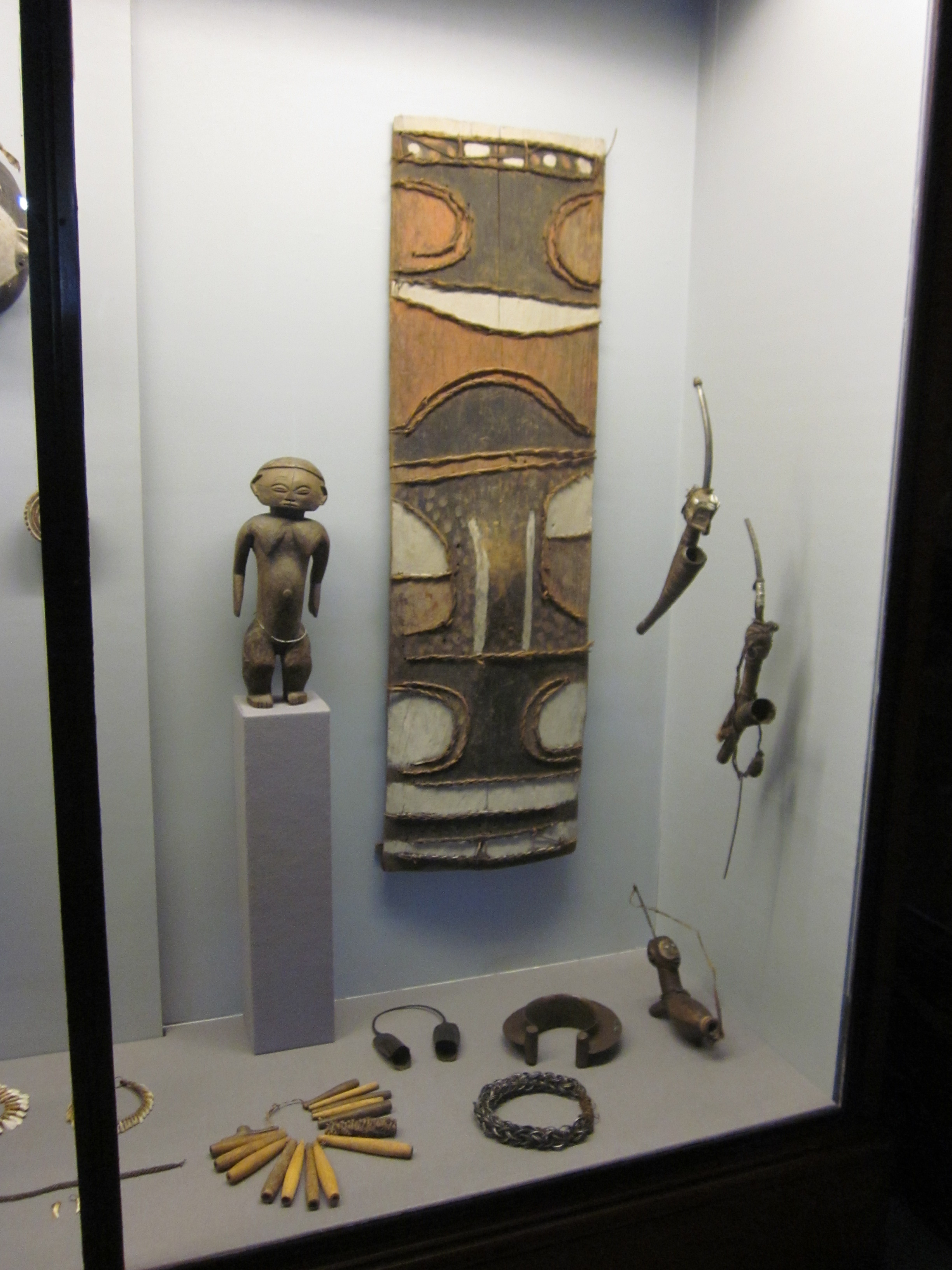
Предметы материальной культуры народа нгбака ма’бо (м’бака)
(Королевский музей Центральной Африки)

Основная область расселения народа нгбака ма’бо — приграничные районы Республики Конго, Центральноафриканской Республики и Демократической Республики Конго: в Конго нгбака ма’бо населяют северо-восточную часть округа Донгу в департаменте Ликуала на правом берегу реки Убанги; в ЦАР нгбака ма’бо живут главным образом в префектуре Лобае и отчасти в префектуре Омбелла-Мпоко — данный регион расположен к югу от столицы республики, города Банги на правобережье Убанги в верхнем течении рек Пама и Лобае; в ДРК нгбака ма’бо населяют окрестности города Либенге на левом берегу Убанги (провинция Южное Убанги). Нгбака ма’бо расселены в соседстве с такими родственными народами, как нгбака, моно, банда и другими.
По оценочным данным, представленным на сайте Joshua Project, численность нгбака ма’бо составляет порядка 313 тысяч человек, из них в Республике Конго — 157 тысяч, в Центральноафриканской Республике — 127 тысяч, в Демократической Республике Конго — 29 тысяч. В Центральноафриканской Республике нгбака ма’бо (м’бака) составляют порядка 4 % населения страны.

## Язык
Представители народа нгбака ма’бо говорят на языке нгбака ма’бо ветви сере-нгбака-мба, традиционно включаемой в состав убангийской подсемьи адамава-убангийской семьи нигеро-конголезской макросемьи. Данный язык известен также под названиями «боуака», «бвака», «гбака», «ма’бо», «мбакка», «мбака», «нбвака», «нгбака лимба», «гвака», «мбвака». С недавнего времени создана письменность на базе латинского алфавита. Как второй язык нгбака ма’бо распространён среди носителей близкородственного языка гилима. Среди нгбака ма’бо помимо родного также распространены языки санго (в Центральноафриканской Республике) и лингала (в Республике Конго и Демократической Республике Конго).

## Религия
Подавляющее большинство нгбака ма’бо исповедует христианство, небольшие группы придерживаются традиционных верований. По данным сайта организации Joshua Project в Республике Конго христиане составляют 99 % верующих нгбака ма’бо (14 % — евангелисты), приверженцы традиционных верований — 1 %, в Центральноафриканской Республике христиане составляют 97 % верующих (37 % — евангелисты), приверженцы традиционных верований — 3 %, в Демократической Республике Конго христиане составляют 25 % верующих, приверженцы традиционных верований — 75 %.